# Historia del suicidio
Las perspectivas hacia el suicidio han variado a través de tiempo y a través de culturas.

## Antigüedad
En general, el mundo pagano, tanto romanos como griegos, tuvieron una actitud relajada hacia el concepto de suicidio. El Consejo de Arlés en 452 establece: "si un esclavo se suicida, no se reprochará a su maestro." En la Edad Media, la Iglesia había dejado fuera de discusión el considerar el martirio como un comportamiento suicida, como en el caso de algunos de los mártires de Córdoba. 
Hay algunos precursores de hostilidad cristiana hacia el suicidio dentro de los pensadores griegos antiguos. Pitágoras por ejemplo, estaba contra el acto, basándose más en lo matemático que en lo moral , creyendo que había sólo un número finito de almas para uso en el mundo, y que la salida repentina e inesperada de un alma trastornaba un delicado equilibrio. Aristóteles también condenaba al suicidio, aunque por razones más prácticas, ya que el suicida robaba a la comunidad los servicios de uno de sus miembros.  Una lectura de Fedón sugiere que Platón estaba también contra la práctica, en la medida en que permite a Sócrates defender las enseñanzas del Orfismo, quién creyó que el cuerpo humano era propiedad de los dioses, por lo que el hacerse daño a uno mismo era una ofensa directa contra ley divina.

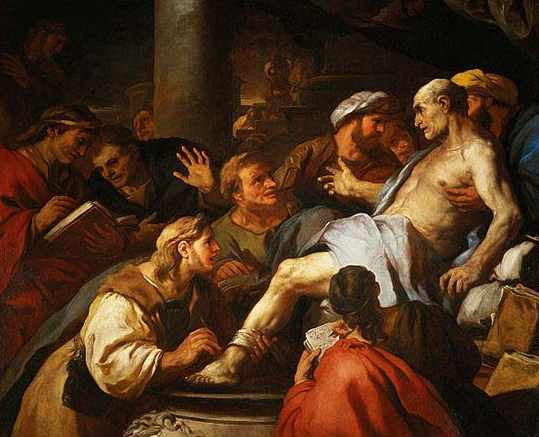
La muerte de Seneca (1684), pintando por Luca Giordano, describiendo el suicidio de Seneca el más Joven en la Roma Antigua.

En Roma, el suicidio nunca fue una ofensa general a la ley, aunque el sentido entero hacia la cuestión era esencialmente pragmático. Esto está ilustrado por el ejemplo dado por Tito Livio de la colonia de Marsella, donde quienes querían suicidarse aplicaban su caso al Senado, y si sus razones eran suficientes, se les administraba cicuta libre de culpa.  Era específicamente prohibido en tres casos: aquellos acusados de delitos capitales, soldados y esclavos.  La razón para cualquiera de los tres era la misma: Era antieconómico el morir para estas personas.  Si el acusado se suicidaba con anterioridad al juicio y condena, entonces el estado perdió el derecho de apoderarse de su propiedad, un problema legal que solo podría decidirse por Domiciano en el siglo I d. C., quién decretó que quienes morían con anterioridad al juicio quedaban sin herederos legales.  El suicidio de un soldado se trataba de la misma manera que la deserción.  Si un esclavo se suicidaba dentro de los primeros seis meses de su compra, el maestro podría reclamar un reembolso al dueño anterior.
Los romanos, aun así, aprobaban lo que podría llamarse "suicidio patriótico", así mismo una alternativa al deshonor.  Para el Estoicismo, un movimiento filosófico que se originó en Grecia, la muerte era una garantía de libertad personal, una manera de salir de una existencia intolerable. También lo era para Catón el Joven, quién se suicidó después de que los Pompeyos fueron derrotados en la Batalla de Tapso. Ésta fue considerada una 'muerte virtuosa', guiada por la razón y la consciencia.  Su ejemplo era más tarde seguido por Séneca, aunque bajo diferentes circunstancias, cuando se le ordenó suicidarse al ser sospechoso de estar involucrado en la Conjura de Pisón para matar Emperador Nerón.  Los romanos diferenciaban muy bien entre el suicidio virtuoso y el suicidio por razones privadas.  Desaprobaron a Marco Antonio no porque se suicidó, sino porque lo hizo por amor.

## Edad Media
En la Edad Media se crearon bases y sentimientos personales que comprendían mayor apego a la vida, se tomaba a la muerte con un sentimiento amargo del fracaso por el rechazo y horror que se había creado hacia este como parte de la cultura de la civilización occidental.
La iglesia cristiana excomulgaba a las personas que intentaban suicidarse y a quienes se suicidaban, por lo que eran enterrados fuera de los cementerios consagrados. Un ordenamiento criminal emitido por Luis XIV de Francia en 1670 era mucho más severo en su castigo: el cuerpo del muerto era arrastrado a través de las calles, boca abajo, y después colgados o echados en un basurero.
Además, todas las propiedades de la persona eran confiscadas.
El cristianismo en la Edad Media edifica y expone muchos lineamientos a la sociedad, mientras Europa se encontraba bajo guerras, pobreza y desdicha. Los rezos, la caridad y las actividades devotas presentaban la salvación ante el mal, el sufrimiento y, sobre todo, el conferir la vida eterna, que, según la misma religión, el destino dictaba el tiempo en que esta debía finalizar y alcanzar el bien supremo, a lo que la muerte voluntaria se oponía, puesto que el alma al separarse antes del cuerpo estaría triste y sin libertad, “un barco sin timonel” alejado del “bien morir”. Este tema fue debatido constantemente entre teólogos y filósofos. 
No solo supondría una visión religiosa sino también una respuesta social a este acto. El derecho canónico como civil establecieron severas medidas a los suicidas, puesto que necesitaban proteger a la población para cumplir con su objetivo económico y político de crecimiento ante las crisis demográficas y monetarias que se presentaban en muchos reinos. 
Distintos sínodos como el Concilio de Arlés (452), el Concilio de Orleans (533), el Concilio de Toledo (693), el Consejo de Hereford (673), el Concilio de Auxerre (578 o 585) y el Concilio de Braga (675) presentaron condenas, juicios, rechazos y edictos de prohibición al ritual funerario por este tipo de muerte. 
Las religiones manejaron distintas concepciones del suicidio según sus causas. Para la religión nórdica y regiones del Norte, la muerte voluntaria de los soldados en la guerra merecía el mérito de quien había arriesgado todo a su comunidad; las valquirias elegían a los guerreros que tendrían la vida eterna “especialmente a aquellos que, mientras combatían, miraban al cielo.” (Ramón, 2015, pag 150). Además, había hombres que se ahorcaban a los árboles en memoria a su dios Odín, su principio religioso justificaba que en el otro mundo podrían encontrarse con su familia y amigos. 

#### Causas de los suicidios
El suicidio por desesperación era considerado como la muestra de la fe frágil, para Aristóteles un acto contra la comunidad, para Tomás de Aquino y San Agustín como el pecado más grave, pues, quien se priva de la vida peca contra Dios (“Et ideo qui seipsum vita privat in Deum peccat”), y si el Quinto Mandamiento prohibía el homicidio, el auto homicidio tampoco era permitido; su simbología se representaba en una visión oscura, destemplada, culpable, caída. Por otro lado, la monotonía de la vida, la precariedad, el dolor de una pérdida familiar, la vergüenza o el honor fallido llevaban a quitarse la vida; las dos últimas causas mencionadas reunían a caballeros y eclesiásticos, siendo el 19 % de los suicidios correspondientes a cautivos de la Iglesia. En la población civil este acto era realizado por los hombres tres veces más que el investigado en las mujeres. 
No solo causas sociales fueron las causantes de estas muertes, los trastornos mentales o encefálicos como la locura hicieron parte de este; la lesión de la memoria que llevaba al delirio, la pereza y el decaimiento. En la Edad Media, se justificaba esta muerte como la pérdida de condición humana según Michel Foucault. Se relacionaban los locos con los animales, los encerraban en jaulas y se burlaban de ellos haciéndolos participar en obras teatrales. En el mundo árabe que influenció en el territorio español, y Alemania, son algunos ejemplos de quienes dispusieron de hospitales o centros de curación para estos hombres sin juicio, ricos e instituciones eclesiásticas prestaron donativos para expandir estos lugares. Otra justificación de su condición era la melancolía o bilis negra, la cual causaba esta locura y la tendencia del deseo a la muerte, esta explicación se amplía con Robert Burton en la Anatomía de la melancolía. Publicado en 1621, el autor toma de ejemplo los casos ocurridos en la Edad Media y declara que la melancolía se da en personas estudiosas que mantenían en constante reflexión, que este es innato y puede verse afectado o mejorado por el individuo y su medio social. Su tratamiento se enfocaba en alternar distintas actividades para una vida equilibrada, pero no existía una cura universal para este caso. 
Para la Iglesia en los próximos siglos, la locura era una razón medianamente aceptada por la cual el hombre podía suicidarse, puesto que no es totalmente voluntario de quitarse la vida, sino que lo impulsan sus condiciones mentales, tornando un enfoque distinto en el suicidio hacia un ámbito más humano. Por otro lado, para los penitentes anglosajones de los siglos VIII y IX, el único tipo de suicidio que se disculpaba, explica Minois, era el que afectaba a los posesos y a los locos.
Además de la locura y la bilis negra, el diablo representaba otra de las causas, puesto que el cristianismo influenció gran parte en la consideración del suicidio en relación con la perspectiva clásica. En ilustraciones medievales se mostraba al diablo cerca al odio del cristiano, empujándolo a la muerte; además, la esquizofrenia, la histeria y la epilepsia eran considerados actos diabólicos. Quienes tienen altas probabilidades de ser poseídos por el diablo eran los judíos, por el amplio antisemitismo que recorría Europa, se conocían suicidios colectivos en España, Francia e Inglaterra de este grupo religioso; también era común este tipo de suicidio en los cátaros. Robert Burton unos siglos después consideraba que la causa diabólica del suicidio solo hacia parte de una construcción cultural. 
En la literatura, Giovanni Boccaccio le era normal que alguien se quitara la vida por causa de la melancolía. Se encontraban las apariciones y posesiones del diablo que invitaban a toda la población. Dante mencionaba que la melancolía estaba acompañada del dolor y la ira, además del canto decimotercero en el séptimo círculo del infierno que se dedica a “Los violentos contra sí mismos y las propias cosas: suicidas y disipadores”, referenciado como uno de sus cantos más tenebrosos. En este lugar las semillas crecen como espinas, no hay naturaleza viva y en su Juicio Final los suicidas colgarán de los árboles, pues ellos mismos rechazaron vivir. Siendo este capítulo una representación de la “crisis de mediana edad” de Dante, donde se expone su angustia y desesperación por quienes habitan este círculo y el temor alrededor de la muerte.
La Edad Media gozaba de la Danza de la Muerte, donde los esqueletos tocaban instrumentos, cantaban y saltaban invitando a todos los roles de la sociedad; el emperador, el Papa y el noble, pero el suicida, en cambio, al fallecer perdía sus derechos de enterrarse con el resto de la sociedad en tierra santa, este era apartado, mutilado, quemado, enterrado en los cruces de caminos para que su alma al salir del cuerpo quedara desorientada o la mano con la que realizaba el acto era amputada y separada del cuerpo. En Europa, el cadáver de los locos era mutilado en frente de sus familias, se dejaba descomponer en alguna plaza pública, se colgaba de un pie o se escondía bajo piedras; generalmente pasaban sus propiedades al rey y sus familiares perdían el patrimonio, a diferencia de la muerte común, donde el moribundo por su apego a las cosas de la vida, en el momento del Juicio Final, lleva al cuello una bolsa como representación al amor por las riquezas temporales. Aquel que intentaba suicidarse y no lo lograba, se llevaba a la cárcel o era condenado a muerte en algunos países de Europa.

## Cambios en actitud

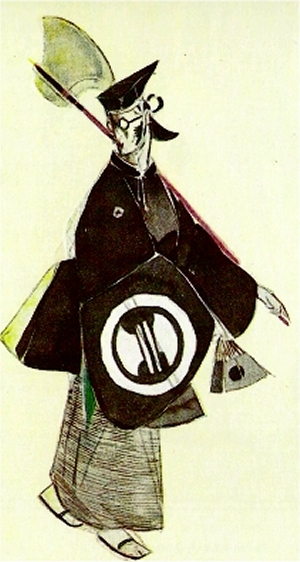
El Mikado de Gilbert y Sullivan es un musical que satiriza la ilegalidad de suicidio, con Ko-Ko eligiendo no suicidarse, ya que sería una ofensa capital.

Las actitudes hacia el suicidio empezaron a cambiar lentamente durante el Renacimiento; Tomás Moro el humanista inglés, escribió en Utopía (1516) que una persona afligida con alguna enfermedad se puede “liberar de esta vida amarga…ya que a través de la muerte pondrá un final no a diversión sino a la tortura... será una acción piadosa y santa”. John Donne en su trabajo Biathanatos, desarrolla una de las primeras defensas modernas del suicidio en la que se incluyen pruebas de la conducta de figuras Bíblicas, como Jesús, Sansón y Saúl, y presenta argumentos en tierras de razón y naturaleza para sancionar al suicidio en ciertas circunstancias.
A finales del siglo XVII y a principios del siglo XVIII, se crearon escapatorias para evitar la condena que era prometida por la mayoría de los cristianos como consecuencia del suicidio. Uno ejemplo famoso de alguien quién deseó acabar su vida y aun así evitar la eternidad en infierno era Christina Johansdotter (quien murió en 1740). Ella fue una asesina sueca quién asesinó a un niño en Estocolmo con el único propósito de ser ejecutada. Es un ejemplo de quienes buscan suicidio a través de ejecución por cometer un asesinato.
La secularización de sociedad, que empezó durante La Ilustración, cuestionó las actitudes religiosas tradicionales hacia el suicidio para finalmente formar la perspectiva moderna en el asunto. David Hume negó que el suicidio fuera un delito, dado que no se afecta a nadie y a que era potencialmente una ventaja del individual. En sus trabajos Ensayos sobre el Suicidio y la Inmortalidad del alma, de 1777, pregunta retóricamente, “¿Por qué tener que prolongar una existencia desgraciada, debido a alguna ventaja frívola que el público quizás puede recibir de mí?” Un cambio en la opinión pública también se vislumbra en los mismos años, cuando The Times en 1786 inició un enérgico debate bajo el movimiento “¿Es el suicidio un acto de valor?”
Hacia el siglo XIX, el acto del suicidio había cambiado de ser visto como una causa del pecado a ser causado por la locura en Europa. A pesar de que el suicidio permaneció ilegal durante este periodo, se convirtió cada vez más en el objetivo de comentarios satíricos, como el anuncio-parodia de 1839 Bentley's Miscellany para una London Suicide Company o el musical El Mikado de Gilbert y Sullivan que satiriza la idea de ejecutar alguien que se había suicidado.
Hacia 1879, la ley inglesa comenzó a distinguir entre suicidio y homicidio, a pesar de que el suicidio todavía resultaba en la pérdida de propiedad. En 1882, se permitía el entierro de los difuntos durante el día en Inglaterra y a mediados del siglo XX, el suicidio ya había sido legalizado en la mayor parte del mundo occidental.

## Suicidio militar
En tiempos antiguos, el suicidio se daba después de la derrota en batalla para evitar captura y la posible tortura, mutilación, o esclavismo por parte del enemigo. Los homicidas Bruto y Casio, por ejemplo, se suicidaron después de su derrota en la batalla de Filipos. Los judíos insurgentes murieron en un suicidio masivo en Masada en el año 74 d. C. en lugar de ser esclavizados por los romanos.

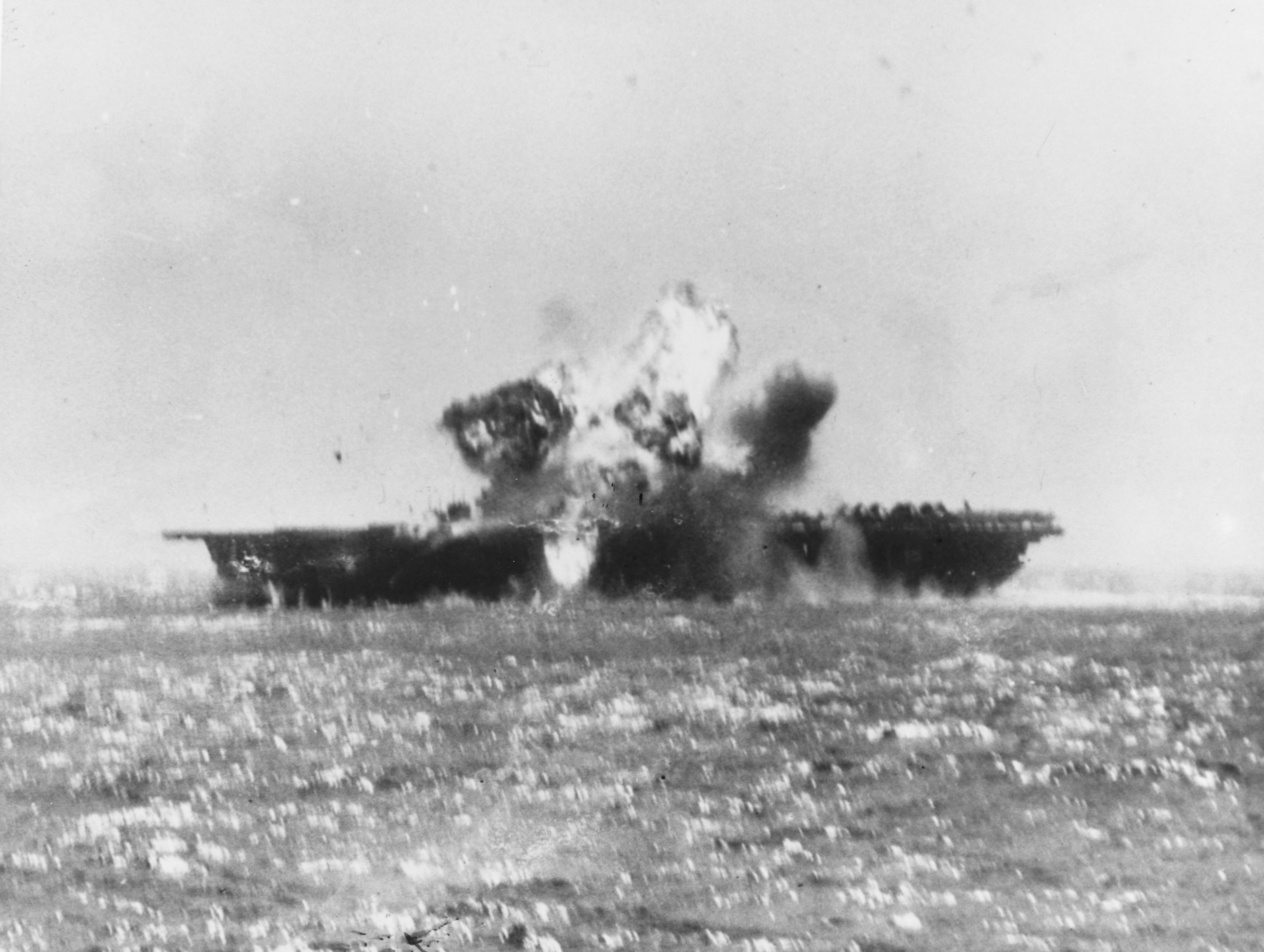
Un kamikaze japonés explota después de chocar al portaaviones Essex ', en 1944.

Durante la Segunda Guerra Mundial, las unidades japonesas a menudo peleaban hasta el último hombre en lugar de rendirse. Hacia el fin de la guerra, los pilotos navales japoneses llamados kamikaze eran enviados para atacar barcos Aliados. Esta táctica refleja la influencia cultural de los guerreros samurái, donde el seppuku era a menudo requerido después de una pérdida de honor. [cita requerida]
En tiempos modernos, ataques suicidas han sido utilizados extensamente por militantes islamistas. Aun así, el suicidio es estrictamente prohibido por ley islámica, y los clérigos musulmanes quiénes organizan estos ataques no les consideran suicidio, sino operaciones de martirio. Estos clérigos argumentan que la diferencia está en que para ser suicidio una persona se mata por desesperación, mientras en una operación de martirio una persona lo hace como acto puro.  Esta actitud no es universalmente compartida por todos los clérigos musulmanes.
Los espías han llevado píldoras de suicidio para ser utilizadas en caso de ser capturados, en parte para evitar ser capturados, pero también para evitar ser forzados para revelar secretos. Por esta última razón, los espías incluso pueden tener órdenes de suicidarse en caso de ser apresados. Por ejemplo, Gary Power tuvo una píldora de suicidio, pero no la utilizó cuándo fue capturado.

## Protesta social
El suicidio de esclavos en los Estados Unidos antes de la guerra civil americana ha sido vistos como protesta social. Algunos esclavos fueron retratados por escritores abolicionistas, como William Lloyd Garrison, como los que acabaron sus vidas en respuesta a la hipocresía de la Constitución estadounidense. Los abolicionistas han tenido diferentes vistas sobre el suicidio de esclavos. Muchos casos estuvieron publicados en la esperanza de convencer al público de que los esclavos protestaban a la sociedad de esclavos al acabar sus vidas.
En la década de 1960, los monjes budistas, más notablemente Thích Quảng Đức, en Vietnam del Sur, obtuvo elogio en Occidente en su protesta en contra del presidente Ngô Đình Diệm y quemarse hasta la muerte. Acontecimientos similares fueron reportados en Europa oriental, como Jan Palach después de la invasión de Pacto de Varsovia de Checoslovaquia. En 1970 la estudiante griega de geología, Kostas Georgakis, se quemó hasta la muerte en Genoa, Italia para protestar contra la dictadura de los coroneles de 1967-1974.[cita requerida]
Durante la Revolución Cultural en China (1966–1976), numerosas personalidades públicas, especialmente intelectuales y escritores, se suicidaron para huir de la persecución hecha por los Guardias Rojos. Algunos, o quizás muchos, de estos suicidios reportados fueron, de acuerdo a varios observadores, no voluntarios sino resultado del matrato recibido. Algunos suicidas reportados incluyen al famoso escritor Lao She, que está entre los escritores chinos más famosos del siglo XX, y el periodista Fan Changjiang.[cita requerida]
Eliyahu Rips, quién estudió matemáticas en la Universidad de Letonia, intentó, el 13 de abril de 1969, una inmolación en el El Monumento de Libertad en Riga para protesta contra invasión militar soviética de Checoslovaquia.

## Suicidios históricos famosos
- Boudica
- Bruto
- Casio
- Marco Antonio
- Cleopatra VII de Egipto
- Judas Iscariote
- Aníbal
- Nerón
- Virginia Woolf
- Sadeq Hedayat
- Adolf Hitler
- Ernest Hemingway
- Sylvia Plath
- Marina Tsvetaeva
- Yukio Mishima
- Hunter S. Thompson
- Kurt Cobain
- Chris Cornell
- Chester Bennington
- Ludwig Boltzmann
- Ian Curtis
- Vincent van Gogh
- Robin Williams
- José María Arguedas
- Luis Hernández
- Alfonsina Storni
- Budd Dwyer
- Christine Chubbuck
- Alan García
- Dead
- Violeta Parra
- Ricardo López
- Jeffrey Epstein
- Avicii
- René Favaloro
- Salvador Allende